# Stazione di Santi Cosma e Damiano-Castelforte-Suio Terme
Stazione di Santi Cosma e Damiano-Castelforte-Suio Terme 1944-ben bezárt vasútállomás Olaszországban, Santi Cosma e Damiano településen.

## Vasútvonalak
Az állomást az alábbi vasútvonalak érintették:
- Sparanise-Gaeta-vasútvonal

## Kapcsolódó állomások
A vasútállomáshoz az alábbi állomások vannak a legközelebb:
- Stazione di Minturno-Scauri